# Альбеков, Адам Умарович
Альбеков, Адам Умарович (род. 28 июля 1954, Караганда) — доктор экономических наук, профессор, Заслуженный деятель науки Российской Федерации, член Совета при Президенте Российской Федерации по межнациональным отношениям, заведующий кафедрой коммерции и логистики, с 24 января 2013 по январь 2019 года ректор Ростовского государственного экономического университета (РИНХ).

## Биография
Родился в депортации 28 июля 1954 года в городе Караганда Казахской ССР. После окончания средней школы в селе Ачхой-Мартан Чеченской Республики в 1977 году поступил в Ростовский институт народного хозяйства. Выпускник факультета «Экономика и организация, планирование материально-технического снабжения». Он окончил аспирантуру Санкт-Петербургского университета экономики и финансов. Работал инженером отдела организации оптовой торговли Главного управления Госснаба СССР по Северному Кавказу (1975—1978), заместителем директора Ростовского техникума советской торговли (1978—1988). С 1988 по 1991 годы был проректором Ростовского института народного хозяйства, возглавлял российско-турецкое СП «Ростур». С 1995 года — заведующий кафедрой коммерции и логистики, с 1997 года — декан факультета коммерции и маркетинга РГЭУ «РИНХ». Президент Южно-Российской ассоциации логистики, член Южной секции отделения экономики РАН. Специалист в областях маркетинга, коммерции, логистики, эксперт Министерства образования РФ. Автор семи монографий, шести учебных пособий, более ста научных статей.
- В 1993 году в Санкт-Петербургском государственном университете экономики и финансов защитил кандидатскую диссертацию на тему: «Малый бизнес в сфере коммерческого посредничества на примере Ростовской области».
- В 1999 году защитил докторскую диссертацию на тему: «Логистика торговли средствами производства и рециклинг материальных ресурсов» в СПбГУЭФ.

Адам Альбеков является:
- Почетным доктором Европейского Университета (г. Женева, Швейцария);
- Членом Высшего Совета Российского конгресса народов Кавказа;
- Президентом Южно-Российской ассоциации логистики;
- Президентом Евразийской ассоциации экономических университетов;
- Членом экономической секции Южного отделения РАН г. Волгоград;
- Членом-корреспондентом академии естествознания;

## Санкции
6 марта 2022 года после вторжения России на Украину подписал письмо в поддержу российской агрессии. С 9 июня 2022 года находится под персональными санкциями Украины за поддержку войны. Также был внесён ФБК в список коррупционеров и разжигателей войны за поддержку нападения на Украину, 16 марта 2022 года форумом свободной России внесён в санкционный «Список Путина» с предложением введения против него международных санкций.

## Награды
- медаль ордена «За заслуги перед Отечеством» II степени. Указ Президента РФ от 22 июля 2002 г.
- Заслуженный деятель науки Российской Федерации. Указ Президента РФ от 23 ноября 2009 г.;
- Почётный работник высшего профессионального образования Российской Федерации. Приказ министра образования и науки РФ № 1166 к-н от 15 октября 2010 г.;
- Золотая медаль «Заслуженный сотрудник университета» № Б-007 от 14 февраля 2001 г.;
- «Орден Ломоносова» № 05-08 от 22 мая 2008 г.;
- Памятная медаль «К 100-летию М. А. Шолохова» № 0989 о 06.09.2004 г.;
- Медаль «200 лет МВД России». Приказ МВД РФ № 542 от 5 июня 2002 г.;
- Золотой нагрудный знак к Почетной грамоте Парламента Чеченской республики. Распоряжение № 253 от 03.10.2011 г.;
- Памятная медаль «90 лет ВЛКСМ»;
- Памятный знак «60 лет битвы за Москву»;
- Юбилейная медаль «100 лет профсоюзам России»;
- Почетный знак «Отличник качества»;
- Золотая медаль «Российский лидер качества»;
- Почетный знак «За достижения в области качества»;
- Почетный нагрудный знак «10 лет Российской таможенной академии»;
- Памятная медаль «170 лет донскому государственному аграрному университету»;
- Памятный нагрудный знак «Медаль им. А. И. Гозулова»;
- Памятный нагрудный знак «Альпинист России»;
- Памятная золотая медаль «К 75-летию Ростовского государственного экономического университета (РИНХ)»;